# Je sais rien, mais je dirai tout
Je sais rien, mais je dirai tout (svenska: Jag vet ingenting, men jag ska säga allt) är en fransk komedifilm från 1973 i regi av Pierre Richard och i huvudrollen Pierre Richard och Bernard Blier.

## Rollista
- Pierre Richard – Pierre Gastié-Leroy
- Bernard Blier – Monsieur Gastié-Leroy, fabriksdirektören
- Didier Kaminka – Didier
- Luis Rego – Luis
- Georges Beller – Georges
- Pierre Tornade – polis
- Daniel Prévost – Morel, polis
- Danièle Minazzoli – Danou, sjuksköterskan
- Nicole Jamet – Nicole
- Hélène Duc – Madame Gastié-Leroy
- Francis Lax – Antoine
- Pierre Repp – Vernier, sekreteraren till fabriksdirektören
- Jean Obé – Oncle Léon, gudfader till Pierre
- André Thorent – Oncle Jean
- Michel Delahaye – Oncle Paul
- Eric Burel – Pierre Gastié-Leroy som barn
- Bernard Haller – anställd av arbetslöshetsbyrån
- Xavier Depraz – Général Deglane
- Jean Saudray – Morin
- François Cadet – Félix
- Victor Lanoux – en byggnadsarbetare
- Teddy Vrignault – Staflikevitch, den bulgariska invandrare
- André Gaillard – anställd av sjukvården
- France Rumilly – Laurence Deglane